# Muzeul Național Suedez de Știință și Tehnologie
Muzeul Național Suedez de Știință și Tehnologie (în suedeză Tekniska museet) este un muzeu suedez din Stockholm. El este cel mai mare muzeu de tehnologie din Suedia, atrăgând anual aproximativ 350 000 de vizitatori și având responsabilitatea păstrării patrimoniului cultural suedez în domeniul tehnologic și industrial. Galeriile sale au o suprafață de aproximativ 10.000 de metri pătrați, iar colecțiile sale sunt formate din peste 50.000 de obiecte și artefacte, 600 de metri de documente și înregistrări de arhivă, 200.000 de desene, 620.000 de imagini și abia puțin peste 50.000 de cărți. Muzeul Național de Știință și Tehnologie documentează, de asemenea, tehnologii și procese industriale în scopul de a le conserva pentru generațiile viitoare.

## Istoric
Muzeul Național de Știință și Tehnologie a fost fondat în 1924 de către Academia Regală Suedeză de Științe Inginerești, Confederația Întreprinderilor Suedeze (anterior Federația Industriei Suedeze), Asociația Inventatorilor Suedezi și Asociația Suedeză a Inginerilor  (anterior Svenska Teknologföreningen – aproximativ, Asociația Suedeză a Tehnologilor). Clădirea sa actuală este proiectată într-un stil funcționalist de arhitectul Ragnar Hjorth și a fost inaugurată în 1936. Muzeul a devenit o fundație în 1947 și a funcționat cu finanțare guvernamentală începând din 1964.

## Imagini

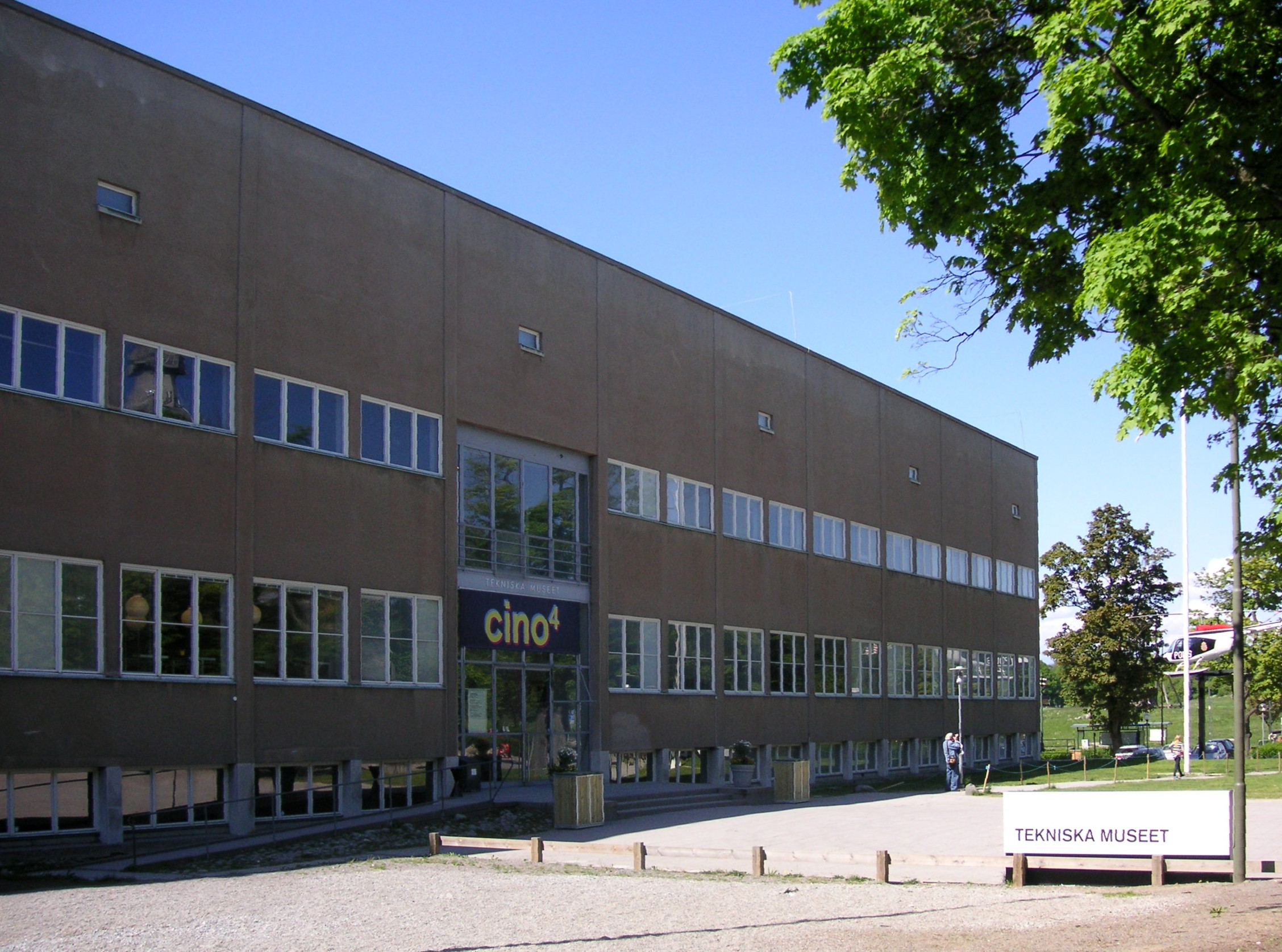
Muzeul Național de Știință și Tehnologie.
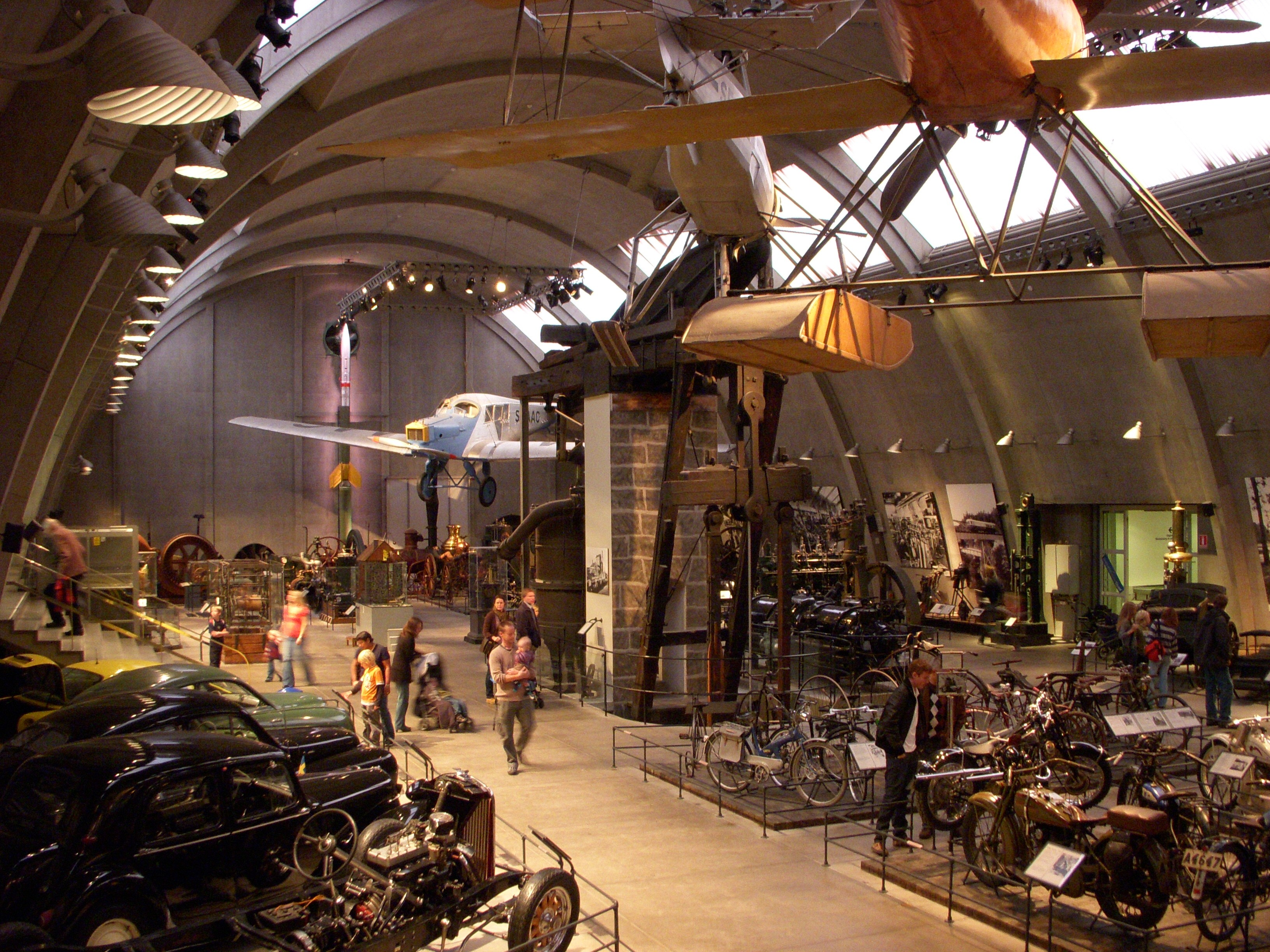
Sala Mașinilor
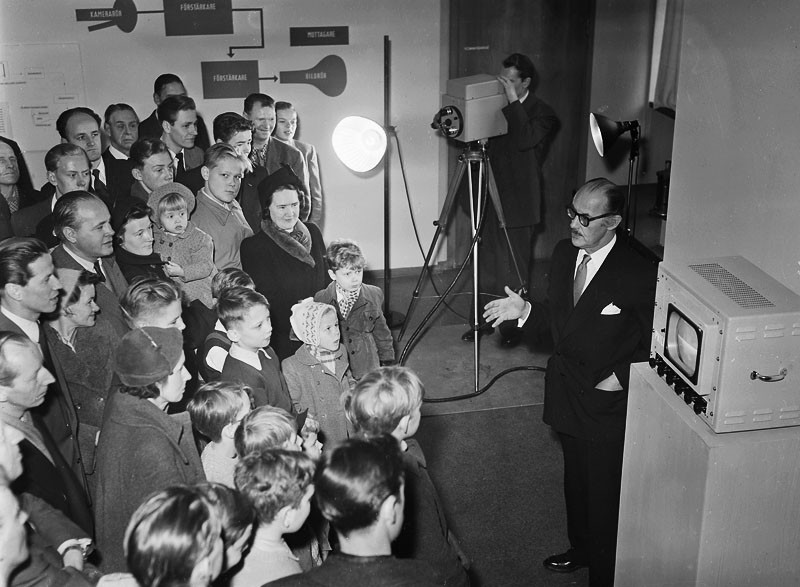
Demonstrație a funcționării televiziunii, noiembrie 1952.
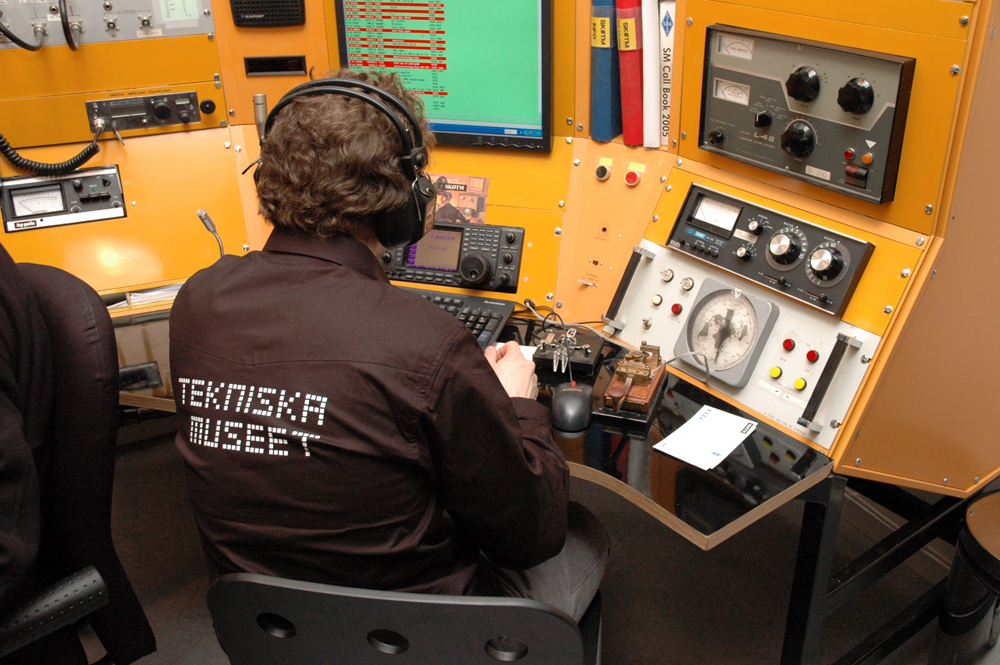
Stația de radioamatori a muzeului.